# Landesbedeutsame Buslinie

PlusBus-Logo des MDV

Der Begriff der Landesbedeutsamen Buslinie ist eine nicht einheitlich genutzte Bezeichnung für spezielle Strecken des straßengebundenen ÖPNV in Deutschland, die zur Ergänzung des Schienenverkehrsnetzes dienen. Sie sollen sicherstellen, dass strukturschwache Gegenden nicht vom überregionalen Verkehr abgeschnitten werden, der zumeist über die Schiene verläuft. Zu diesem Zweck werden regionale Verkehrsunternehmen beauftragt oder deren bestehende Verbindungen von den landeseigenen Aufgabenträgern des Nahverkehrs speziell gefördert.
Landesbedeutsame Buslinien werden in manchen Verkehrsverbünden unter der Bezeichnung PlusBus, gelegentlich auch als TaktBus angeboten. Diese Marken wurden vom Mitteldeutschen Verkehrsverbund (MDV) entwickelt und markenrechtlich eingetragen, der erste Einsatz erfolgte 2013. Sie sind anderen Verkehrsverbünden zur Nutzung freigegeben, was deren Wiedererkennungswert steigert.
Die Kriterien für eine Landesbedeutsame Buslinie variieren zwischen den verschiedenen Aufgabenträgern. Meist sollen montags bis freitags ein stündlicher oder zweistündlicher Takt zu gleichmäßigen, gut zu merkenden Abfahrtsminuten sowie am Wochenende zweistündliche Verbindungen angeboten werden. Weiterhin müssen effektive Verknüpfungen zum Schienenverkehr vorhanden sein, wobei Wert auf möglichst kurze Umsteigezeiten gelegt wird.

## Situation in den Ländern

### Baden-Württemberg
Seit dem Dezember 2015 gibt es in Baden-Württemberg die ersten landesbeutsamen Buslinien, welche landesweit einheitlich als „Regiobuslinien“ bezeichnet werden. Diese Regiobuslinien, welche weiterhin in der Zuständigkeit der Aufgabenträger verbleiben, werden bei Erfüllung diverser Anforderungen im Rahmen eines Förderprogrammes mit bis zu 50 Prozent der Betriebskosten gefördert. Wesentliche Kriterien zur Förderung sind kurze Anschlüsse an den Schienenverkehr, ein einheitlicher Linienweg, ein durchgängiger Taktfahrplan, die Erreichung der vorgegebenen durchschnittlichen Reisegeschwindigkeit, sowie der tägliche Stundentakt von 5 Uhr (Sa ab 6 Uhr und So ab 7 Uhr) bis 23 Uhr am Abend. Die eingesetzten Fahrzeuge müssen zudem mit WLAN, USB-Steckdosen und Überlandbestuhlung ausgestattet sein. Sofern die Fahrzeuge im bwegt-Landesdesign gestaltet sind, ist zudem ein erhöhter Fördersatz von 60 % möglich. Anfang 2022 gab es landesweit bereits 36 Regiobuslinien.

### Brandenburg

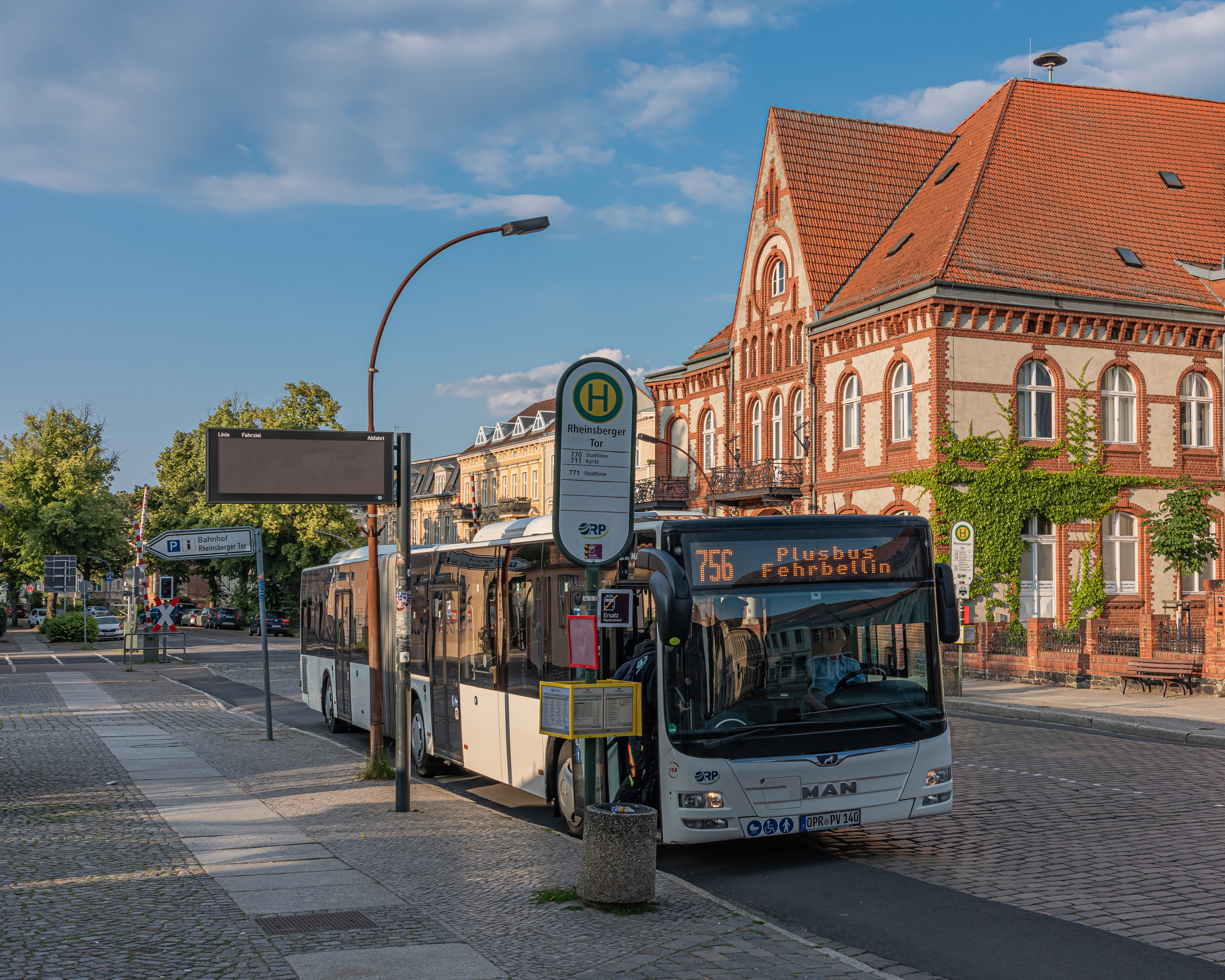
Ein PlusBus der Linie 756 in Neuruppin mit Fahrtziel Fehrbellin

Die ersten drei Pilotlinien unter der Marke „PlusBus Hoher Fläming“ in Brandenburg wurden im Dezember 2014 im Landkreis Potsdam-Mittelmark eingeführt. Seitdem wird das Netz an Landesbedeutsamen Buslinien durch den Verkehrsverbund Berlin-Brandenburg (VBB) als PlusBus vermarktet und ausgebaut. Landesbedeutsame Buslinien werden mittlerweile in den meisten Regionen angeboten oder geplant und agieren in Trägerschaft der Landkreise. Hier wird ein Stundentakt montags bis freitags mit mindestens 15 Fahrtenpaaren vorausgesetzt. Samstags sollen mindestens sechs und sonn- und feiertags mindestens fünf Fahrtenpaare pro Strecke verkehren. Die Umstiegszeiten zu Zügen sollen nicht mehr als 15 Minuten betragen. Seit Februar 2025 gibt es 45 PlusBus-Linien in Brandenburg.

### Mecklenburg-Vorpommern
In Mecklenburg-Vorpommern wird das Angebot des landesweiten Busnetzes als „Regiobusse MV“ vermarktet und soll Lücken im Schienennetz schließen. Die ersten Linien starteten mit dem Fahrplanwechsel 2023/24 und fahren wie in anderen Bundesländern im festen Takt, aber in unterschiedlichen, von der Verkehrsgesellschaft Mecklenburg-Vorpommern definierten Qualitätsstufen. Im Januar 2025 umfasst das Angebot acht Regiobus-Linien.

### Niedersachsen
In Niedersachsen wurde 2015 eine Studie zur Einführung eines sogenannte „Landesbusliniennetzes“ zur Einschätzung von 35 potentiellen Linienvorschlägen erarbeitet und vorgestellt. Hierbei ergaben sich zahlreiche praktikable Verbindungen von Mittelzentren zu Oberzentren sowie Lückenschlüsse im bestehenden Netz, die besonders die strukturschwachen Regionen im Nordwesten des Landes stärken sollen. Seit 2017 werden landesbedeutsame Buslinien durch die Landesnahverkehrsgesellschaft Niedersachsen (LNVG) gefördert. Die Landkreise und kreisfreien Städte sowie Verkehrsverbünde können die Förderung von landesbedeutsamen Buslinien dort beantragen. Die Taktkriterien sind hier eine stündliche, schnelle Verbindung, die an Wochentagen von 6 Uhr bis 23 Uhr angeboten werden muss. Die Busse müssen über Klimaanlage, WLAN, bequeme Überlandbestuhlung sowie barrierefreie Zustiege verfügen. Diese Kriterien entsprechen dem Standard des Schienenverkehrs.
Im August 2024 wurde in Niedersachsen erstmals die Marke „PlusBus“ verwendet. Seitdem verkehren im Landkreis Aurich zwei Linien unter dieser Marke. Laut MDV gab es damit zu diesem Zeitpunkt 170 PlusBus-Linien in Deutschland.

### Rheinland-Pfalz
In Rheinland-Pfalz verkehren seit 1996 sogenannte „RegioLinien“, die mit einem dichten sogenannten „RadBus“-Netz einhergehen. Der RadBus wird saisonal angeboten und setzt sich aus einem Linienbus und einem Anhänger zusammen. Im Rahmen des Rheinland-Pfalz-Taktes 2015 wurde das bestehende Netz grundlegend überarbeitet. Seitdem werden auch Unterzentren stärker eingebunden.

### Saarland

ExpressBus-Logo des saarVV

Im Saarland wurde im Juli 2021 der „Verkehrsentwicklungsplan Öffentlicher Personennahverkehr Saarland“ (VEP ÖPNV) beschlossen. Dieser formuliert Strategien für einen attraktiven ÖPNV inklusive einer „Neugestaltung des Landesnetzes“, also des SPNV und landesbedeutsamen Busverkehrs. Dabei wurden auch Korridore für ein „Landesbusnetz“ definiert, auf dem auf einigen Linien vom VEP definierte PlusBus- und „ExpressBus“-Standards umgesetzt werden.
Am 1. März 2022 wurden durch den Zweckverband Personennahverkehr Saarland als Aufgabenträger und den Saarländischen Verkehrsverbund (saarVV) die ersten 10 PlusBus- und 3 ExpressBus-Linien auf im VEP ÖPNV festgelegten Korridoren bereits bestehender RegioBus-Linien umgesetzt. Die PlusBusse (Linien R1-R7, R10, R14, R20) weisen dabei nicht nur Montag bis Freitag, sondern auch samstags einen Stundentakt auf. ExpressBus-Linien kommen nur in der Hauptverkehrszeit zum Einsatz und verstärken einzelne PlusBus-Linien (X1, X5, X6) oder verkehren auf eigenen Langläufer-Strecken ins Oberzentrum Saarbrücken (Linie X66). Im Sinne eines Schnellbusses verkehren sie auf noch direkterem Weg mit weniger Zwischenhalten. Zielvorgabe sind dabei „konkurrenzfähige Reisezeiten im Vergleich zum Pkw“.

### Sachsen
In Sachsen wird der Begriff der „Landesbedeutsamen Buslinie“ nicht genutzt. Alle fünf Verkehrsverbünde besitzen jedoch ein Netz an vertakteten Buslinien mit ähnlichen Kriterien, die als PlusBusse bezeichnet werden. Jeder Verbund setzt dabei andere Anforderungen an ein Mindestangebot.
Die Netze der einzelnen Verbünde besitzen folgenden Umfang:
- Mitteldeutscher Verkehrsverbund (MDV): 47 PlusBus-Linien zum Dezember 2024[15]. Die ersten Linien wurden im 2013 in Zusammenhang mit der Eröffnung des City-Tunnels Leipzig eingerichtet. Damit ist der MDV der erste Verbund Deutschlands, der ein PlusBus-Netz etablierte. Es werden besonders Gemeinden angebunden, die nicht direkt von der S-Bahn Mitteldeutschland bedient werden.
- Verkehrsverbund Oberelbe (VVO): 20 PlusBus-Linien zum Dezember 2024[16]. Die ersten Linien wurden im Juni 2018 eingerichtet.
- Verkehrsverbund Vogtland (VVV): 9 PlusBus-Linien zum Februar 2022[17]. Die ersten Linien wurden im Oktober 2019 eingerichtet.
- Verkehrsverbund Mittelsachsen (VMS): 17 PlusBus-Linien zum Dezember 2023[18]. Die ersten Linien wurden im August 2019 eingeführt.
- Verkehrsverbund Oberlausitz-Niederschlesien (ZVON): 16 PlusBus-Linien zum Dezember 2023[19]. Die ersten vier Linien wurden im Dezember 2019 eingeführt.

### Sachsen-Anhalt

Logo des Bahn-Bus-Landesnetzes Sachsen-Anhalt

In Sachsen-Anhalt werden die Landesbedeutsamen Buslinien im Bahn-Bus-Landesnetz Sachsen-Anhalt organisiert und als „Mein Takt“ vermarktet. Dies geschieht in Kooperation des Landes mit der Nahverkehrsservice Sachsen-Anhalt GmbH (NASA). Die ersten überregionalen Buslinien existieren hier seit 2008. Das Taktkriterium im Landesnetz Sachsen-Anhalt war am Anfang ein Zweistundentakt, der an jedem Tag der Woche von frühmorgens bis spätabends angeboten wurde. Seit Dezember 2019 werden die Marken „PlusBus“ für stündliche und „TaktBus“ für zweistündliche Angebote genutzt. Seit Februar 2024 gibt es 33 Linien, die unter „Mein Takt“ angeboten werden.

### Schleswig-Holstein
Seit 2024 werden in Schleswig-Holstein Plus-Busse auf vier Linien eingesetzt:
- 720 (Schleswig – Eckernförde) – als X720 gekennzeichnet, der gegenüber der Linie 720 nur wenige Haltestellen bedient
- 600 (Schleswig – Süderbrarup – Kappeln)
- 710 (Eckernförde – Kappeln) – als X710 gekennzeichnet, der gegenüber der Linie 710 nur wenige Haltestellen bedient
- 700 (Eckernförde – Rendsburg)[22]

### Thüringen
In Thüringen wird seit 2016 ein Netz von Landesbedeutsamen Buslinien aufgebaut. Basis der Finanzierung ist die Richtlinie zur Förderung des StPNV in Thüringen. In diesem Rahmen wurde eine Liste von förderfähigen Verbindungen veröffentlicht, auf deren Grundlage die regionalen Verkehrsunternehmen dann ihre Fahrpläne und Taktungen planen und die Einstufung zur Landesbedeutsamen Buslinie beantragen können. Gegenwärtig sind dort 59 Strecken aufgeführt. Im August 2018 waren 18 Linien durch die speziellen Fördermaßnahmen gestützt. Seit einer Neufassung der Richtlinie werden zusätzlich 80 Cent je Fahrplankilometer gefördert.
Als mindeste Einstufungskriterien gelten die Bereitstellung von acht (montags bis freitags) bzw. vier (samstags und sonntags/feiertags) täglichen Fahrtenpaaren, wobei ein Taktfahrplan vorliegen muss. Hierbei darf es keine saisonalen Einschränkungen geben. Die Umstiegszeiten zum Bahnverkehr sollen maximal 15 Minuten betragen.
Die Marken „PlusBus“ oder „TaktBus“ werden zum Stand Februar 2024 im Landkreis Altenburger Land (6), im Landkreis Greiz (1), im Landkreis Hildburghausen (3), im Ilm-Kreis (2) und im Wartburgkreis (5 Linien) genutzt. Die Lizenzrechte zur Verwendung der Marken PlusBus und TaktBus liegen für Thüringen bei Bus & Bahn Thüringen e. V., der sich aktiv um die Weiterentwicklung der Angebote kümmert.

## Erwähnenswertes
- In einigen Verbünden (z. B. Verkehrsverbund Vogtland) werden ergänzend zum PlusBus und TaktBus die Marken „StadtBus“, „RufBus“ und „BürgerBus“ genutzt. Deren Logos sind in gleicher Weise wie von PlusBus und TaktBus gestaltet.
- Das „PlusBus“-Konzept wurde im April 2022 vom Bündnis Allianz pro Schiene mit dem „Deutschen Verkehrswendepreis“ ausgezeichnet. Als „Beitrag zur Verkehrswende“ wurden dabei die „Verkehrsverlagerung vom Auto auf den öffentlichen Verkehr“, die „Integration von Verknüpfungspunkten“ sowie ein „Vorbild für andere Verkehrsverbünde“ genannt.[27]